# Balatonszőlős, Veszprém
Balatonszőlős  este un sat în districtul Balatonfüred, județul Veszprém, Ungaria, având o populație de 631 de locuitori (2011). 

## Demografie
Componența etnică a satului Balatonszőlős
     Maghiari (97,03%)
     Germani (1,22%)
     Necunoscut (0,7%)
     Alții (1,05%)
Componența confesională a satului Balatonszőlős
     Romano-catolici (29,95%)
     Fără religie (22,98%)
     Reformați (17,12%)
     Atei (1,74%)
     Necunoscută (27,26%)
     Luterani (0,95%)
Conform recensământului din 2011, satul Balatonszőlős avea 631 de locuitori. Din punct de vedere etnic, majoritatea locuitorilor (97,03%) erau maghiari, cu o minoritate de germani (1,22%). Apartenența etnică nu este cunoscută în cazul a 0,7% din locuitori. Nu există o religie majoritară, locuitorii fiind romano-catolici (29,95%), persoane fără religie (22,98%), reformați (17,12%) și atei (1,74%). Pentru 27,26% din locuitori nu este cunoscută apartenența confesională.